# Chef de l'opposition (Grèce)
Le chef de l'opposition officielle (en grec moderne : Αρχηγός της Αξιωματικής Αντιπολίτευσης) est le dirigeant du deuxième principal parti d'opposition le plus représenté au Parlement grec face au gouvernement.
Conformément au règlement du Parlement, le chef de l'opposition dispose de prérogatives spéciales. 
Depuis le 21 novembre 2024, le chef de l'opposition officielle est Níkos Androulákis de PASOK - Mouvement pour le changement.

## Rôle
Le poste de chef de l'opposition officielle est encadré par l'article 20 du Règlement intérieur du Parlement : « Le président du plus grand groupe parlementaire qui ne participe pas au gouvernement est appelé le chef de l'opposition et a des droits spéciaux reconnus par le Règlement intérieur du Parlement et les dispositions applicables. »
Entre novembre 2011 et mai 2012, Antonis Samaras, député de la Nouvelle Démocratie, déroge à cette règle en devenant le chef de l'opposition officielle tout en soutenant le gouvernement de coalition de Loukás Papadímos. En contrepartie, aucun ministre issu de la Nouvelle Démocratie ne participa directement au gouvernement et le ministre de la Défense Nationale Dimitris Avramópoulos dut démissionner. 

## Liste des chefs de l'opposition officielle
| Nom                                                                 | Nom                                                                 | Nom                                                                 | Partis                                                                                  | Mandat(s)                            |
| ------------------------------------------------------------------- | ------------------------------------------------------------------- | ------------------------------------------------------------------- | --------------------------------------------------------------------------------------- | ------------------------------------ |
|                                                                     |                                                                     | Geórgios Mávros                                                     | Union du Centre - Forces nouvelles (1974-1976) Union du centre démocratique (1976-1977) | 1974 - 28 novembre 1977              |
|                                                                     |                                                                     | Andréas Papandréou                                                  | Mouvement socialiste panhellénique                                                      | 28 novembre 1977 - 21 octobre 1981   |
|                                                                     |                                                                     | Geórgios Rállis                                                     | Nouvelle Démocratie                                                                     | 21 octobre 1981 - décembre 1981      |
|                                                                     |                                                                     | Evángelos Avéroff                                                   | Nouvelle Démocratie                                                                     | décembre 1981 - 1er septembre 1984   |
|                                                                     |                                                                     | Konstantínos Mitsotákis                                             | Nouvelle Démocratie                                                                     | 1er septembre 1984 - 12 octobre 1989 |
| Il n'y a pas d'opposition, Gouvernement intérimaire (Grívas)        | Il n'y a pas d'opposition, Gouvernement intérimaire (Grívas)        | Il n'y a pas d'opposition, Gouvernement intérimaire (Grívas)        | Il n'y a pas d'opposition, Gouvernement intérimaire (Grívas)                            | 12 octobre 1989 - 23 novembre 1989   |
| Il n'y a pas d'opposition, Gouvernement d'unité nationale (Zolotas) | Il n'y a pas d'opposition, Gouvernement d'unité nationale (Zolotas) | Il n'y a pas d'opposition, Gouvernement d'unité nationale (Zolotas) | Il n'y a pas d'opposition, Gouvernement d'unité nationale (Zolotas)                     | 23 novembre 1989 - 11 avril 1990     |
|                                                                     |                                                                     | Andréas Papandréou                                                  | Mouvement socialiste panhellénique                                                      | 11 avril 1990 - 13 octobre 1993      |
|                                                                     |                                                                     | Miltiádis Évert                                                     | Nouvelle Démocratie                                                                     | 13 octobre 1993 - 21 mars 1997       |
|                                                                     |                                                                     | Kóstas Karamanlís                                                   | Nouvelle Démocratie                                                                     | 21 mars 1997 - 10 mars 2004          |
|                                                                     |                                                                     | Giórgos Papandréou                                                  | Mouvement socialiste panhellénique                                                      | 10 mars 2004 - 6 octobre 2009        |
|                                                                     |                                                                     | Kóstas Karamanlís                                                   | Nouvelle Démocratie                                                                     | 6 octobre 2009 - 30 novembre 2009    |
|                                                                     |                                                                     | Antónis Samarás                                                     | Nouvelle Démocratie                                                                     | 30 novembre 2009 - 17 mai 2012       |
| Il n'y a pas d'opposition, Gouvernement intérimaire (Pikramménos)   | Il n'y a pas d'opposition, Gouvernement intérimaire (Pikramménos)   | Il n'y a pas d'opposition, Gouvernement intérimaire (Pikramménos)   | Il n'y a pas d'opposition, Gouvernement intérimaire (Pikramménos)                       | 17 mai 2012 - 21 juin 2012           |
|                                                                     |                                                                     | Aléxis Tsípras                                                      | SYRIZA                                                                                  | 21 juin 2012 - 26 janvier 2015       |
|                                                                     |                                                                     | Antónis Samarás                                                     | Nouvelle Démocratie                                                                     | 26 janvier 2015 - 5 juillet 2015     |
|                                                                     |                                                                     | Evángelos Meïmarákis                                                | Nouvelle Démocratie                                                                     | 5 juillet 2015 - 27 août 2015        |
| Il n'y a pas d'opposition, Gouvernement intérimaire (Thanou)        | Il n'y a pas d'opposition, Gouvernement intérimaire (Thanou)        | Il n'y a pas d'opposition, Gouvernement intérimaire (Thanou)        | Il n'y a pas d'opposition, Gouvernement intérimaire (Thanou)                            | 28 août 2015 - 21 septembre 2015     |
|                                                                     |                                                                     | Evángelos Meïmarákis                                                | Nouvelle Démocratie                                                                     | 21 septembre 2015 - 24 novembre 2015 |
|                                                                     |                                                                     | Ioánnis Plakiotákis                                                 | Nouvelle Démocratie                                                                     | 24 novembre 2015 - 11 janvier 2016   |
|                                                                     |                                                                     | Kyriákos Mitsotákis                                                 | Nouvelle Démocratie                                                                     | 11 janvier 2016 - 8 juillet 2019     |
|                                                                     |                                                                     | Aléxis Tsípras                                                      | SYRIZA                                                                                  | 8 juillet 2019 - 26 mai 2024         |
| Il n'y a pas d'opposition, Gouvernement intérimaire (Sarmas)        | Il n'y a pas d'opposition, Gouvernement intérimaire (Sarmas)        | Il n'y a pas d'opposition, Gouvernement intérimaire (Sarmas)        | Il n'y a pas d'opposition, Gouvernement intérimaire (Sarmas)                            | 26 mai 2024 - 27 juin 2024           |
|                                                                     |                                                                     | Aléxis Tsípras                                                      | SYRIZA                                                                                  | 27 juin 2024 - 29 juin 2024          |
|                                                                     |                                                                     | Sokrátis Fámellos                                                   | SYRIZA                                                                                  | 3 juillet 2023 - 27 août 2024        |
|                                                                     |                                                                     | Níkos Pappás                                                        | SYRIZA                                                                                  | 27 août 2024 -21 novembre 2024       |
|                                                                     |                                                                     | Níkos Androulákis                                                   | Mouvement socialiste panhellénique                                                      | 21 novembre 2024-                    |